# Jak sprzedawać dragi w sieci (szybko)
Jak sprzedawać dragi w sieci (szybko) (ang. How to Sell Drugs Online (Fast)) – niemiecki komediowo-kryminalny serial internetowy z 2019 roku wyprodukowany przez platformę Netflix.

## Fabuła
By odzyskać miłość swojego życia, uczeń liceum i jego przyjaciel otwierają największy w Europie sklep online z narkotykami.

## Obsada
Źródło: 
- Maximilian Mundt jako Moritz Zimmermann
- Danilo Kamber jako Lenny Sander
- Lena Klenke jako Lisa Novak
- Damian Hardung jako Daniel Riffert
- Leonie Wesselow jako Fritzi
- Luna Baptiste Schaller jako Gerda
- Bjarne Mädel jako Dealer Buba
- Roland Riebeling jako Jens Zimmermann
- Jolina Amely Trinks jako Marie Zimmermann

## Odcinki
| Sezon | Sezon | Odcinki | Oryginalna emisja | Oryginalna emisja |
| Sezon | Sezon | Odcinki | Premiera sezonu   | Finał sezonu      |
| ----- | ----- | ------- | ----------------- | ----------------- |
|       | 1     | 6       | 31 maja 2019 r.   | 31 maja 2019 r.   |
|       | 2     | 6       | 21 lipca 2020 r.  | 21 lipca 2020 r.  |
|       | 3     | 6       | 27 lipca 2021 r.  | 27 lipca 2021 r.  |